# The Bank of Tokyo-Mitsubishi UFJ

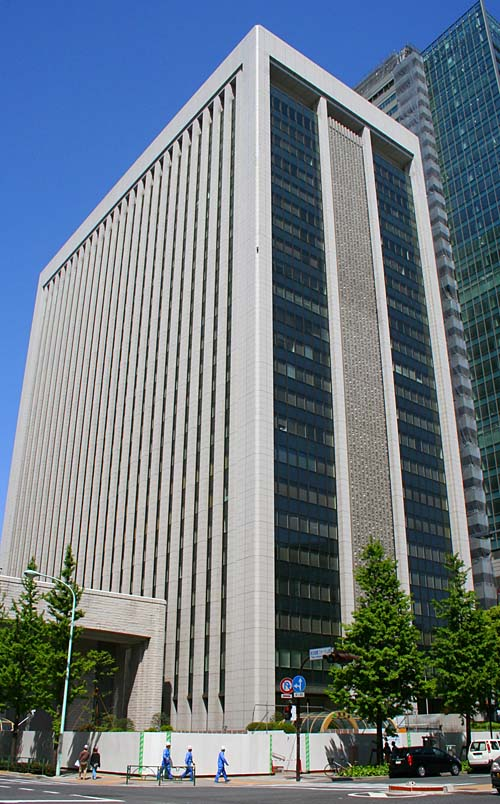
Головний офіс банку

The Bank of Tokyo-Mitsubishi UFJ (яп. 株式会社三菱東京UFJ銀行) — банк, що був утворений у 1994 році в результаті злиття Токійського банку і банку «Міцубісі». Почав функціонувати 1 квітня 1995 р.
У січні 2006 в результаті злиття двох банківських холдингів — Mitsubishi Tokyo Financial Group і UFJ Holdings з'явився об'єднаний банк Mitsubishi UFJ Financial Group.
У грудні 2007 сумарні активи Mitsubishi UFJ Financial Group становили 170 трлн єн ($ 1,6 трлн). У філіальну мережу банку входить 81 дочірня компанія за кордоном, клієнти мають близько 40 млн рахунків. Standard & Poor's присвоїв Mitsubishi UFJ Financial Group довгостроковий рейтинг A, прогноз стабільний.